# Kojšov
Kojšov(allemand : Kochseifen) est un village de Slovaquie situé dans la région de Košice.

## Histoire
Première mention écrite du village en 1368.

## Démographie

### Évolution de la population
| Année:               | 1994. | 2004.   | 2014.   | 2024.   |
| -------------------- | ----- | ------- | ------- | ------- |
| Nombre de personnes: | 789   | 749     | 713     | 690     |
| Différence:          |       | -5,06 % | -4,80 % | -3,22 % |

| Année:               | 2023. | 2024.   |
| -------------------- | ----- | ------- |
| Nombre de personnes: | 698   | 690     |
| Différence:          |       | -1,14 % |